# Наводнение в Сингапур (1978)
Наводнението в Сингапур през 1978 г. е едно от най-големите в историята на страната. Мусоните спомагат за разширяването на това бедствие от 2 декември 1978 г. Има седем жертви и хиляди евакуирани жители от петте засегнати района. Евакуацията е ръководена от армията и полицията. Бедствието е причинено от няколко сборни фактора като проблеми с оттичането на водата, постоянните приливи, както и на самата буря. Щетите са оценени на 10 милиона долара.
Това е най-лошото наводнение в Сингапур от наводнението през декември 1969 г.